# Conseil de Kentish
Le Conseil de Kentish est une zone d'administration locale au nord de la Tasmanie en Australie.
Le nom du conseil vient de Nathaniel Kentish qui, en 1842, fut chargé de trouver une route dans la région.
Les principales villes sont Sheffield, Railton and Wilmot. Le conseil abrite le Mont Cradle et le lac Barrington.